# Jardín botánico de la Universidad de Málaga
El Jardín Botánico de la Universidad de Málaga es un jardín botánico de unas dos hectáreas iniciales que se irán ampliando a lo largo del campus universitario entre los edificios. Se encuentra en la ciudad de Málaga de la comunidad de Andalucía, España. Depende administrativamente de la Universidad de Málaga (UMA).

## Localización
El jardín botánico se encuentra ubicado en el Campus Universitario de Teatinos, entre la Facultad de Ciencias, la Facultad de Filosofía y Letras, el aparcamiento frente al Aulario Severo Ochoa y el Bulevar Louis Pasteur.
Bulevar Louis Pasteur, 29, 29071- Málaga
- Tfno. (95) 213.67.12

Centro de Experimentación Grice-Hutchigson
Barriada de San Julián, 29004- Málaga
- Tfno. (95) 223.98.23

## Historia
La construcción del Jardín Botánico de la Universidad de Málaga tal y como hoy lo conocemos se inicia en 1997 sobre una parcela de 1,5 ha cedida por Marjorie Grice-Hutchinson, en 1984, donando su finca familiar “San Julián”. Fue inaugurado el 24 de junio del 2005 por la Rectora, Adelaida de la Calle. En 2009 se inauguró el centro de interpretación construido con 31 contenedores de transporte marítimo reciclados.

## Colecciones

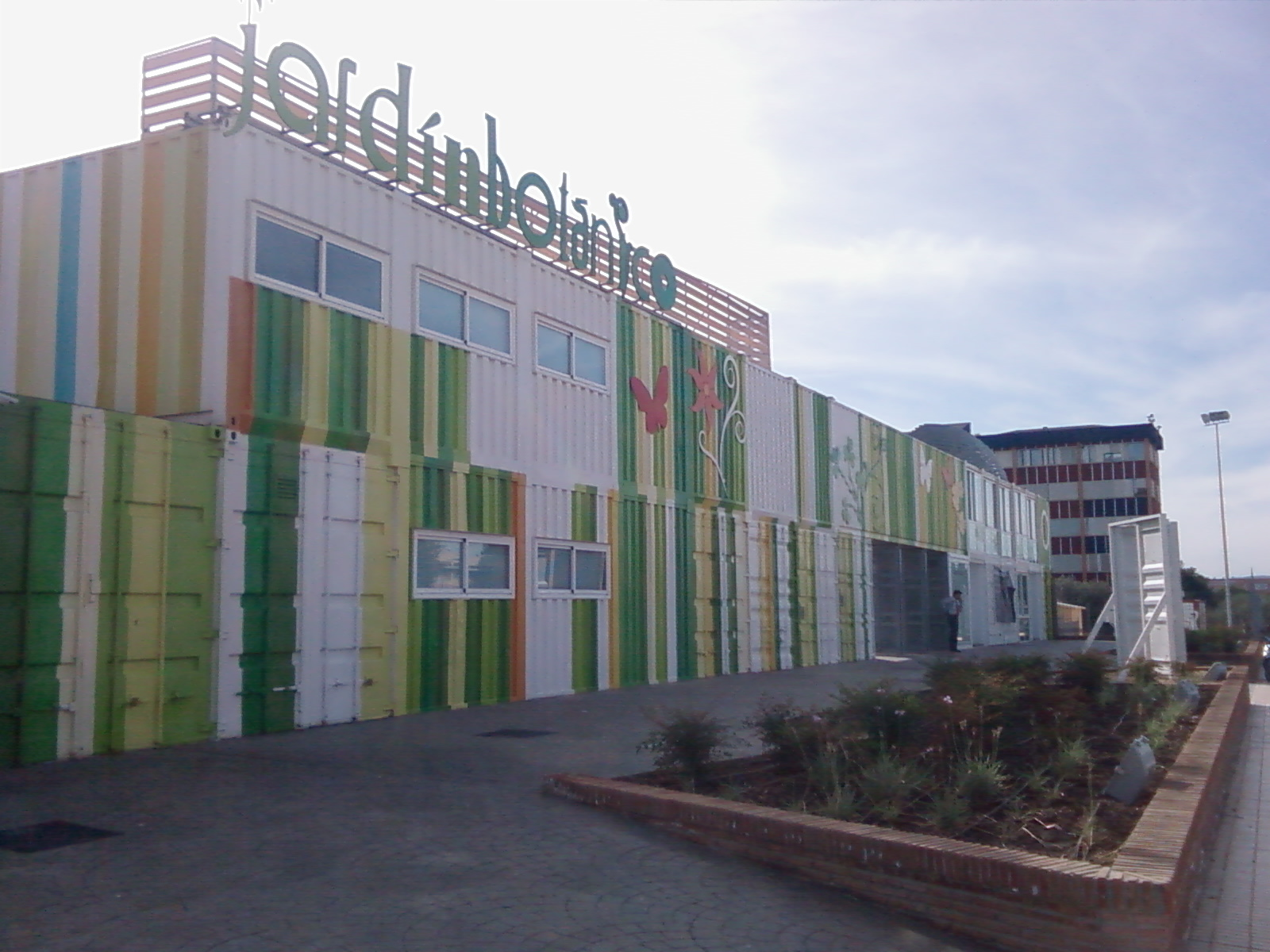
Módulos en el Bulevar Louis Pasteur.

Su perímetro se encuentra rodeado por un cierre de forja. En el interior se despliega una red de caminos que circulan entre las diferentes colecciones botánicas, acompañados por un pequeño canal de agua que une en los cruces fuentes y estanques.
El principal contenido del jardín es una Escuela Botánica donde las plantas se distribuyen en los arriates ordenadas filogenéticamente con unas 1.200 especies procedentes de todo el mundo.
- Umbráculo artístico de grandes dimensiones que se sitúa de un modo estratégico en el jardín como símbolo decorativo principal.
- Colección de cactos, crasas y suculentas.
- Colección de plantas trepadoras decorando el interior de muro perimetral.
- Invernadero donde se ubica una colección de orquídeas. En proyecto está una zona dedicada a flora característica de distintos biotopos andaluces, entre lo que destaca la vegetación propia de pteridotitas, dolomías, yesos, etc. además de flora propia del interior y costa almeriense.

## Actividades
El jardín botánico es la sede de la Escuela de Oficios de Jardinería y Viverismo. 
Escuela Botánica Centro experimental Grice Hutchinson, que desarrolla los siguientes temas:
- Experimentación en Biología Vegetal (Botánica, Fisiología Vegetal)
- Experimentación en Ingeniería Química para los procesos de obtención de carbón activo.
- Experimentación en Ecología y Microbiología. Sistemas acuáticos controlados.
- Experimentación en Física. Radioactividad ambiental y efecto invernadero.